# Меерварт, Рудольф
Рудольф Меерварт (нем. Rudolf Meerwarth; 16 июля 1883, Карлсруэ — 9 марта 1946, Берлин) — немецкий экономист и статистик, профессор Лейпцигского университета; глава Прусского государственного статистического управления.

## Биография
Рудольф Меерварт изучал государственное управление с 1902 по 1906 год в университетах Мюнхена, Вроцлава, Гейдельберга и Карлсруэ. В 1905 году в Мюнхенском университете он стал кандидатом наук, а в 1906 году — сдал государственный экзамен в Карлсруэ для поступления на службу в финансовом управлении Бадена. С конца 1906 года Меерварт работал научным сотрудником (ассистентом) в Имперском статистическом управлении в Берлине, а с 1907 — стал постоянным сотрудником. В 1914 году он защитил докторскую диссертацию в Техническом университете Берлина и стал членом Прусской государственной канцелярии (Königlich Preußisches Statistisches Landesamt). Меерварт недолго участвовал в Первой мировой войне в 1916 году — в конце года он получил отсрочку от военной службой. В 1918 году он стал членом правительственного и национального совета (Regierungsrat).
В 1921 году Меерварт вновь защитил докторскую — на этот раз, в Берлинском университете — на тему «О значении темпов инфляции» (Bedeutung der Teuerungsziffern) и стал приват-доцентом; с 1922 по 1928 год он состоял в университете экстраординарным профессором статистики. В 1927 году он стал членом совета Международного статистического института, а через год — возглавил Прусское государственное статистическое управление, где оставался в должности до 1934 года. Одновременно, с 1928 по 1941 год, он являлся полным профессором статистики и директором Института экономики и статистики при Лейпцигском университете. 11 ноября 1933 года Рудольф Меерварт был среди более 900 ученых и преподавателей немецких университетов и вузов, подписавших «Заявление профессоров о поддержке Адольфа Гитлера и национал-социалистического государства».

## Работы
- Einleitung in die Wirtschaftsstatistik, Jena 1920.
  - Введеніе в хозяйственную статистику / Пер. с нем. под ред. М. Н. Смит. — Москва : Гос. изд-во, [1924]-1925. — 24 см. — (Теория и практика экономической статистики. Серия работ под общей редакцией профессора М. Смит).
- Probleme der deutschen Zahlungsbilanz, München-Leipzig 1924.
- Nationalökonomie und Statistik. Eine Einführung in die empirische Nationalökonomie, Berlin 1925.
  - Политическая экономия и экономическая статистика / Пер. с нем. А. А. Ариан-Горкиной с предисл. проф. В. Г. Громана. — Москва : Экон. жизнь, 1926. — LXIV, 500 с., 2 л. табл. : табл.; 23 см.
- Leitfaden der Statistik, Leipzig 1939.